# Sông Chơr Lang
Sông Chơr Lang là phụ lưu của sông A Vương, chảy ở xã Bha Lêê huyện Tây Giang tỉnh Quảng Nam, Việt Nam.
Sông Chơr Lang dài hơn 21 km, diện tích lưu vực 66 km², mã sông là "05 01 09 11 04", tên trong "Danh mục sông nội tỉnh" là "Sông Che Long". Tên "Chơr Lang" xác định theo bài viết của BTV Pơloong Hữu Phú đăng ở Cổng TTĐT Tây Giang.
Sông bắt nguồn từ sườn nam dãy núi ở rìa phía bắc xã, giáp ranh với huyện A Lưới và biên giới Việt Lào, trong đó có đỉnh núi Bơ Rơ cao 1232 m 16°01′38″B 107°28′11″Đ / 16,027199°B 107,46967°Đ, trong đất Việt Nam và gần với mốc biên giới 676.
Sông Chơr Lang chảy qua các làng A Tép, R'Cung, và chảy tiếp về hướng nam. Tại làng A Dích suối đổ vào sông A Vương trong hệ thống sông Thu Bồn.
Đoạn Đường Hồ Chí Minh ở vùng này được mở mới theo thung lũng Sông Chơr Lang tới Hầm đường bộ A Roàng, nhằm tránh đoạn quốc lộ 14 cũ chạy qua đất Lào.

## Thắng cảnh liên quan
Thác R'Cung 15°57′57″B 107°31′24″Đ / 15,965857°B 107,523286°Đ là thắng cảnh ở làng R'Cung, trên phụ lưu của Sông Chơr Lang là suối R'Cung.
Thác cách Đường Hồ Chí Minh cỡ 700 m, và cách trung tâm hành chính xã Bha Lêê cỡ 6 km. Hiện nay điểm du lịch này đã có đường bộ đến thác thuận tiện, và xây dựng 6 nhà sàn làm điểm dừng chân cho khách du lịch đến trải nghiệm và tham quan dòng thác nước trắng xóa và mát dịu trong rừng nguyên sơ.